# Середньо-Західний дивізіон НБА
Среднезападний дивізіон (англ. The Midwest Division) - у минулому один з дивізіонів Західної конференції Національної баскетбольної асоціації . Дивізіон був створений перед сезоном 1970-71. У 2004 році, після приходу в лігу «Шарлот Бобкетс» і перерозподілу команд по дивізіонах, команди Середньо-Західного дивізіону були розподілені між Північно-Західним і Південно-Західним дивізіоном. Частіше за інших чемпіоном дивізіону ставала команда «Сан-Антоніо Сперс» - 11 разів. Останнім 34-м чемпіоном дивізіону стала команда «Міннесота Тімбервулвз» у сезоні 2003-04.

## Переможці дивізіону
- 1971: Мілвокі Бакс
- 1972: Мілвокі Бакс
- 1973: Мілвокі Бакс
- 1974: Мілвокі Бакс
- 1975: Чикаго Буллз
- 1976: Мілвокі Бакс
- 1977: Денвер Наггетс
- 1978: Денвер Наггетс
- 1979: Канзас-Сіті Кінґс
- 1980: Мілвокі Бакс
- 1981: Сан-Антоніо Сперс
- 1982: Сан-Антоніо Сперс
- 1983: Сан-Антоніо Сперс
- 1984: Юта Джаз
- 1985: Денвер Наггетс
- 1986: Х'юстон Рокетс
- 1987: Даллас Маверікс
- 1988: Денвер Наггетс
- 1989: Юта Джаз
- 1990: Сан-Антоніо Сперс
- 1991: Сан-Антоніо Сперс
- 1992: Юта Джаз
- 1993: Х'юстон Рокетс
- 1994: Х'юстон Рокетс
- 1995: Сан-Антоніо Сперс
- 1996: Сан-Антоніо Сперс
- 1997: Юта Джаз
- 1998: Юта Джаз
- 1999: Сан-Антоніо Сперс
- 2000: Юта Джаз
- 2001: Сан-Антоніо Сперс
- 2002: Сан-Антоніо Сперс
- 2003: Сан-Антоніо Сперс
- 2004: Міннесота Тімбервулвз

## Лідери за кількістю перемог у дивізіоні
- 11: Сан-Антоніо Сперс (1981, 1982, 1983, 1990, 1991, 1995, 1996, 1999, 2001, 2002, 2003)
- 6: Мілвокі Бакс (1971, 1972, 1973, 1974, 1976, 1980)
- 6: Юта Джаз (1984, 1989, 1992, 1997, 1998, 2000)
- 4: Денвер Наггетс (1977, 1978, 1985, 1988)
- 3: Х'юстон Рокетс (1986, 1993, 1994)
- 1: Чикаго Буллз (1975)
- 1: Канзас-Сіті Кінґс (1979)
- 1: Даллас Маверікс (1987)
- 1: Міннесота Тімбервулвз (2004)